# Ellen Barkin
Ellen Rona Barkin (New York, 16 aprile 1954) è un'attrice e produttrice cinematografica statunitense.

## Biografia
Ellen Barkin nasce nel Bronx di New York, da Evelyn e Sol Barkin, rispettivamente infermiera e chimico. Cresciuta all'interno della classe media statunitense, la Barkin si diploma alla Manhattan's High School of Performing Arts. Durante gli studi si mantiene come cameriera al Bagel, dove incontra un uomo che le fa la corte, senza successo: Jeff Goldblum. Laureatasi all'Hunter College con specializzazione in storia e drammaturgia, è inizialmente intenzionata a diventare insegnante di storia antica, ma poi si appassiona a tempo perso al cinema e studia recitazione alla Actor's Studio di New York. Vi passerà dieci anni, al termine dei quali sarà pronta per la sua primissima audizione.

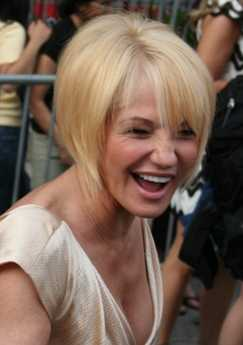
Barkin alla premiere di Ocean's Thirteen nel 2007

Sempre a Hollywood si è fatta un'immagine, nel corso degli anni, di attrice difficile, e per questo poco adatta a pellicole commerciali. La Barkin sarà comunque attrice di grande talento impegnata in larga misura sul palcoscenico, poi sul grande e piccolo schermo. Nel corso della sua carriera cinematografica ha lavorato con registi come Barry Levinson, Tony Scott, Bob Rafelson, Spike Lee, Terry Gilliam, Jim Jarmusch, Blake Edwards e Todd Solondz. Ha affiancato stelle del calibro di Jack Nicholson, Al Pacino, Robert De Niro, Morgan Freeman, Tom Waits, James Cagney,  nonché l'ex-marito Gabriel Byrne, con il quale ha avuto una storia tanto chiacchierata quanto lunga. Nella sua carriera teatrale ha ricevuto critiche unanimemente positive e entusiaste, diventando una delle attrici simbolo della produzione Off-Broadway.
Il suo esordio sul grande schermo avviene con Barry Levinson, nella commedia A cena con gli amici (1982), per la quale riceve buone critiche. Riesce perciò a proseguire fluentemente la sua carriera per tutto il resto del decennio, ma mai in pellicole di grande successo: Tender Mercies - Un tenero ringraziamento, di Bruce Beresford e La banda di Eddie di Martin Davidson. Partecipa a film di produzione europea, come Un fiore nel deserto e Daunbailò, dissacrante film di Jim Jarmusch, dove è personaggio femminile di spicco affiancata da Nicoletta Braschi. Ricopre il ruolo da protagonista nell'esordio di Mary Lambert Siesta, un film inquietante incentrato su una donna che cerca di ricostruire il suo passato dopo aver perduto la memoria, andando incontro ad un colpo di scena sconvolgente. Benché affiancata da un cast di alto livello, che comprende anche Isabella Rossellini e Martin Sheen, la pellicola riceve generalmente critiche negative. Riesce però ad essere candidato all'Independent Spirit Award per il miglior film d'esordio. È accanto a Morgan Freeman e Andy García nel film La contropartita del 1988, per il quale viene nominata ai Golden Globe come miglior attrice protagonista in un film per la televisione, e ad Al Pacino nel torrido Seduzione pericolosa del 1989. Con quest'ultimo film la Barkin ottiene successo internazionale. Dichiarò dopo la sua uscita: "Avrei fatto un film con Al Pacino anche se mi avessero detto che avrei dovuto recitare le pagine gialle ed essere diretta da uno scimpanzé". In quello stesso anno dà alla luce il primo figlio, Jack, e si sposta in Irlanda, terra d'origine del marito, per stare lontana dai fotografi che le promettevano servizi da urlo e dai giornalisti di riviste mondane.

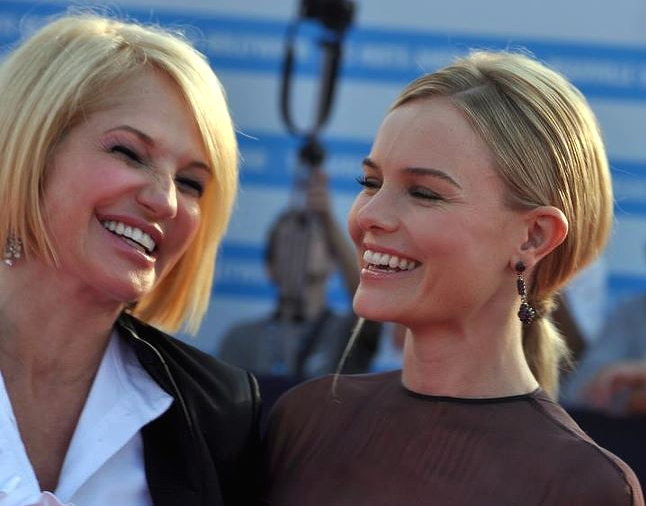
Ellen Barkin con Kate Bosworth al Festival del cinema americano di Deauville 2011

Negli anni novanta è protagonista di pellicole firmate da nomi del calibro di Blake Edwards (Nei panni di una bionda, 1991, in cui ha il ruolo dell'incarnazione femminile di un uomo misogino), Bob Rafelson (La gatta e la volpe, 1996, con Jack Nicholson), Tony Scott (The Fan - Il mito, 1996) e Terry Gilliam (Paura e delirio a Las Vegas, 1998, con Johnny Depp e Benicio del Toro). Affianca nuovamente il marito Gabriel Byrne in alcune produzioni, tra le quali Tir-na-nog, un fantasy-western diretto da Mike Newell. Viene poi diretta da Spike Lee in Lei mi odia (2004) e da Steven Soderbergh in Ocean's Thirteen (2007). È protagonista del curioso film  Palindromes , diretto da Todd Solondz nel 2004.
Parallelamente alla sua attività cinematografica l'attrice recita in teatro, specialmente in spettacoli Off-Broadway dove ottiene grande notorietà e critiche positive. Si ricordano le sue interpretazioni in Extremities, con Susan Sarandon e in Eden court, per la quale riceve ottime recensioni da parte del critico Frank Rich, giornalista per il New York Times.
In televisione prende parte alla serie per bambini Nel regno delle fiabe, nella quinta stagione, dove ha il ruolo da protagonista nell'episodio intitolato La principessa che non ha mai riso. È apparsa anche in diversi film per il piccolo schermo, tra i quali si ricorda Terrible Joe Moran, del 1984, dove recita accanto a James Cagney, qui al suo ultimo film. Ha vinto i maggiori premi teatrali e televisivi, l'Emmy nel 1998, per la sua interpretazione in Before women had wings, e il Tony Award nel 2011 per il suo debutto a Broadway nello spettacolo The Normal Heart (2011)

## Vita privata
Nel 1988 ha sposato l'attore Gabriel Byrne da cui ha avuto due figli: Jack Daniel (1989) e Romy Marion (1992). Si sono separati nel 1993 per poi divorziare nel 1999, e nel frattempo lavorarono insieme in Il tempo dei cani pazzi'. Si è risposata nel 2000 con l'imprenditore Ronald Perelman, dal quale ha divorziato nel 2006. Dal 2008 al 2011 ha frequentato il regista Sam Levinson.

## Filmografia

### Cinema
- Up in Smoke, regia di Lou Adler (1978)
- A cena con gli amici (Diner), regia di Barry Levinson (1982)
- Tender Mercies - Un tenero ringraziamento (Tender Mercies), regia di Bruce Beresford (1983)
- Daniel, regia di Sidney Lumet (1983)
- La banda di Eddie (Eddie and the Cruisers), regia di Martin Davidson (1983)
- Harry & Son, regia di Paul Newman (1984)
- Le avventure di Buckaroo Banzai nella quarta dimensione, regia W.D. Richter (1984)
- Un fiore nel deserto (Desert Bloom), regia di Eugene Carr (1986)
- Daunbailò (Down by Law), regia di Jim Jarmusch (1986)
- The Big Easy, regia di Jim McBride (1987)
- Accadde in paradiso (Made in Heaven), regia di Alan Rudolph (1987)
- Siesta, regia di Mary Lambert (1987)
- Johnny il bello (Johnny Handsome), regia di Walter Hill (1989)
- Seduzione pericolosa (Sea of Love), regia di Harold Becker (1989)
- Nei panni di una bionda (Switch), regia di Blake Edwards (1991)
- Mac, regia di John Turturro (1992)
- La gatta e la volpe (Man Trouble), regia di Bob Rafelson (1992)
- Tir-na-nog (È vietato portare cavalli in città) (Into the West), regia di Mike Newell (1992)
- Voglia di ricominciare (This Boy's Life), regia di Michael Caton-Jones (1993)
- Bad Company (The Nature of the Beast), regia di Damian Harris (1995)
- Wild Bill, regia di Walter Hill (1995)
- The Fan - Il mito (The Fan), regia di Tony Scott (1996)
- Il tempo dei cani pazzi (Mad Dog Time), regia di Larry Bishop (1996)
- Paura e delirio a Las Vegas (Fear and Loathing in Las Vegas), regia di Terry Gilliam (1998)
- Bella da morire (Drop Dead Gorgeous), regia di Michael Patrick Jann (1999)
- The White River Kid, regia di Arne Glimcher (1999)
- Delitto + castigo a Suburbia (Crime + Punishment in Suburbia), regia di Rob Schmidt (2000)
- Mercy - Senza pietà (Mercy), regia di Damian Harris (2000)
- Qualcuno come te (Someone Like You...), regia di Tony Goldwyn (2001)
- Lei mi odia (She Hate Me), regia di Spike Lee (2004)
- Palindromes, regia di Todd Solondz (2004)
- Uomini & donne (Trust the Man), regia di Bart Freundlich (2006)
- Ocean's Thirteen, regia di Steven Soderbergh (2007)
- Brooklyn's Finest, regia di Antoine Fuqua (2009)
- Happy Tears, regia di Mitchell Lichtenstein (2009)
- Twelve, regia di Joel Schumacher (2010)
- The Chameleon, regia di Jean-Paul Salomé (2010)
- Shit Year, regia di Cam Archer (2010)
- Operation: Endgame, regia di Fouad Mikati (2010)
- Another Happy Day, regia di Sam Levinson (2011)
- Very Good Girls, regia di Naomi Foner (2013)
- Mr Cobbler e la bottega magica (The Cobbler), regia di Thomas McCarthy (2014)
- Hands of Stone, regia di Jonathan Jakubowicz (2016)
- Breaking News a Yuba County (Breaking News in Yuba County), regia di Tate Taylor (2021)
- The Man from Toronto, regia di Patrick Hughes (2022)
- The Out-Laws - Suoceri fuorilegge (The Out-Laws), regia di Tyler Spindel (2023)

### Televisione
- Terrible Joe Moran, regia di Joseph Sargent – film TV (1984)
- La contropartita (Clinton and Nadine), regia di Jerry Schatzberg – film TV (1988)
- Modern Family – serie TV, episodio 3x18 (2012)
- The New Normal – serie TV, 22 episodi (2012-2013)
- Happyish – serie TV, 5 episodi (2015)
- Animal Kingdom – serie TV, 49 episodi (2016-2019)

## Riconoscimenti
- Golden Globe
  - 1992 – Candidatura alla miglior attrice in un film commedia/musical per Nei panni di una bionda
  - 1998 – Candidatura alla miglior attrice in un film per la televisione per Before Women Had Wings

- Blockbuster Entertainment Awards
  - 1997 – Miglior attrice non protagonista per The Fan - Il mito

- CableACE Awards
  - 1989 – Candidatura alla miglior attrice in un film per la televisione per La contropartita

- Chicago Film Critics Association Awards
  - 1990 – Candidatura alla miglior attrice protagonista per Seduzione pericolosa
  - 1989 – Candidatura alla miglior attrice protagonista per Johnny il bello

- Premio Emmy
  - 1998 – Miglior attrice in un film TV per Before Women Had Wings

- Tony Award
  - 2011 – Miglior attrice per The Normal Heart

## Doppiatrici italiane
Nelle versioni in italiano delle opere in cui ha recitato, Ellen Barkin è stata doppiata da:
- Isabella Pasanisi in Johnny il bello, Mac, Voglia di ricominciare, The Fan - Il mito, Mercy - Senza pietà, Qualcuno come te, Brooklyn's Finest, Modern Family, The Out-Laws - Suoceri fuorilegge
- Paila Pavese in Accadde in paradiso, Seduzione pericolosa, Tir-na-nog (È vietato portare cavalli in città), Il tempo dei cani pazzi, Uomini & donne
- Rossella Izzo in La gatta e la volpe, Wild Bill, White River Kid, Ocean's Thirteen, Animal Kingdom
- Roberta Greganti in Bad Company, Lei mi odia, Happy Tears, The Chameleon, Breaking News a Yuba County
- Alessandra Korompay in Another Happy Day, The New Normal, Mr Cobbler e la bottega magica
- Ludovica Modugno in Nei panni di una bionda, Delitto + castigo a Suburbia
- Emanuela Rossi in Tender Mercies - Un tenero ringraziamento
- Roberta Paladini in Harry & Son
- Claudia Balboni in Big Easy - Brivido seducente
- Liliana Sorrentino ne La contropartita
- Cristiana Lionello in Paura e delirio a Las Vegas
- Melina Martello in Bella da morire
- Tiziana Avarista in Operation: Endgame
- Valeria Falcinelli in HAPPYish
- Cinzia De Carolis in The Man from Toronto

Come doppiatrice è stata sostituita da:
- Anna Rita Pasanisi in King of the Hill